# COVID-19に対する薬剤転用研究
COVID-19に対する薬剤転用研究（コビッド19にたいするやくざいてんようけんきゅう）は、既存薬において新型コロナウイルス感染症（COVID-19）にも薬効を示す薬剤を発見する研究である。
2020年代に入り、SARS-CoV-2感染者数は急拡大し、世界中の研究機関や医薬品会社では新薬の開発やドラッグリポジショニングによる対応を迫られている。一時期脚光を浴びたアビガンも当初は別の目的で開発された薬剤だった。また既存の漢方薬も治療薬の候補として期待される。

## 薬剤転用の背景
新薬の開発には多数の候補の化合物から絞り込み臨床試験を経て上市される。そのためには数年の月日と同時に場合によっては数百億円規模の多大な投資を要する。一方、既存の承認済みの薬剤には効果が期待できるものが少なからず存在する。それら既存の薬剤は既に副作用が判明しているので臨床試験を含む認証までのプロセス及び期間を大幅に短縮できる。また、製薬会社にとっても新薬の市場規模はそれほど大きくはなく、収益が見込めない可能性があり、既存の薬剤の転用のほうが投資額が少なくて済むため魅力的である。

## 主な候補の薬剤
- アジスロマイシン[3]
- アンジオテンシンII受容体拮抗薬[4]
- I型インターフェロン[5]
- イベルメクチン[6]
- エリスロポエチン[7]
- エリスロマイシン[8]
- カモスタット[9]
- クロロキン/ヒドロキシクロロキン[10]
- コルヒチン[11]
- サリルマブ[12]
- シクレソニド/オルベスコ[13]
- ダパグリフロジン[14]
- デキサメタゾン[15]
- トシリズマブ[16]
- ナファモスタット[9]
- ニコチン[17]
- ビタミンC[18]
- ビタミンD[19]
- ファビピラビル/アビガン[20]
- ラクトフェリン[21][22][23]
- リトナビル[24]
- レムデシビル[25]
- レンジルマブ[26]
- ロピナビル・リトナビル[27]
- TMC-310911[28]

### ロピナビル・リトナビル（抗HIV薬；プロテアーゼ阻害剤）の合剤
ロピナビル・リトナビル（商品はこれらの成分からなる合剤である。商品名 カレトラ (Kaletra) 配合錠またはアルビア (Aluvia)；略称 LPV/r）は、上記のように中国での初期の治療から広く用いられている（→ #主な候補の薬剤）。ロピナビルとリトナビルはどちらもHIV感染症に対するHAART療法に用いられ、プロテアーゼを阻害する作用を持つ。
2020年2月26日の日本感染症学会の文書でも、現時点で日本での入手可能性や有害事象等の観点を考慮した抗ウイルス薬の選択肢として筆頭に名前が上がっている。日本の症例報告レベルでも有効とする報告がみられる一方、復旦大学のチームが2020年1月から2月に行ったロピナビル・リトナビル投与群52例を含む134例の比較臨床試験の結果、「症状緩和やウイルス除去促進の影響が見られなかった」と報告した。また、同様の時期に行われた、中国 首都医科大学など多くの医療機関の共同研究でも、計199例で半数にロピナビル・リトナビルを投与するRCTを行った結果、「重度の患者では標準治療を超える利益（benefit）は観察されなかった」と報告した。二件の大規模RCTにおいて、有効性を示すことはできなかった。
米国ガイドラインでは、入院患者および外来患者に対して、ロピナビル、リトナビルおよびその他のHIVプロテアーゼ阻害剤を使用しないことを推奨している。

#### 時系列
米製薬会社アッヴィは2020年1月26日、中国保健当局からの要請でアルビアを試験的に使用していることを明らかにした。アルビアは、冷蔵不要という特徴がある。
2月2日、タイ保健省はバンコクの病院で中国人女性旅行客（70代）の患者に対し、本剤と抗インフルエンザ薬オセルタミビル （oseltamivir)（商品名 タミフル等）の併用によって、投与後48時間以内にコロナウイルスが消失したと発表した。
2月4日、浙江大学教授李蘭娟研究チームはロピナビルとリトナビルは大きな効果はなく、しかも副作用があると述べた。(→#主な候補の薬剤)
2月10日、上海市公共衛生臨床センターの 陈军凌云（Chen Jun LY）らは、134症例中52例が経口LPV/r治療、34例は経口 アビドール治療、残り48例は抗ウイルス薬を不使用で（なお、全例でインターフェロン-α2b スプレーと対症療法は実施）、この結果、両方の薬剤とも症状緩和の効果もウイルス除去促進の効果も見つからず、有効性についてさらなる調査が必要と結論づけた。
3月3日、杏林大学医学部付属病院のグループは症例研究で、LPV/rを投与しても呼吸状態が増悪したことを説明し、上記復旦大学チームの報告書を引いて、「LPV/r は中国からの報告ではウイルス量の低下、症状の改善には影響を与えておらず、COVID-19肺炎への過度な期待は難しい」と考察した。
3月3日、国際医療福祉大学熱海病院のチームは、無症状から高熱と肺炎に増悪した患者に LPV/r を投与して治療を行ったところ、投与から2日後に解熱など好転し、入院後20日間でPCR検査で陰性化し退院したと報告した。「本例に限って言えばカレトラは好意的に評価できる。酸素化低下などの重症化の徴候を待たず、肺炎の診断を得た時点で早期に治療介入を行うことで、重症化の阻止、致命率の低下ができるかもしれない」と考察している。
3月10日、聖マリアンナ医科大学横浜市西部病院のグループは、入院4日目に低酸素血症と全身倦怠感の増悪があり急性肺傷害に移行する懸念があった患者にLPV/rを投与したところ、投与2日目には解熱鎮痛薬なしでも発熱しない状態になったと報告した。これは、有効性の高い対象症例であった可能性と、投与時期が的確であった可能性があると考察している。
3月18日、中国で行われたCOVID-19を対象としてLPV/rを投与する臨床試験の結果が報告されたが、LPV/rの有効性を示すことができなかった。

### ファビピラビル (アビガン)
抗インフルエンザ薬のファビピラビル（商品名 アビガン錠; 中国語: 法維拉韋）は富山化学工業が開発し、神奈川県が国家戦略特別区域で2013年から開発に協力してきた。2016年に「浙江海正薬業股份有限公司（Zhejiang Hisun Pharmaceutical）」に中華人民共和国におけるライセンスを導出済。2020年3月現在、日本では、「他の抗インフルエンザウイルス薬が無効又は効果不十分な新型又は再興型インフルエンザウイルス感染症が発生し、本剤を当該インフルエンザウイルスへの対策に使用すると国が判断した場合にのみ、患者への投与が検討される医薬品」であり、新型又は再興型インフルエンザウイルス感染症に対する本剤の投与経験はない。
中国ではCOVID-19に対する治療選択肢の1つとして挙げられている。中国科学技術部は2月15日、ファビピラビルをCOVID-19治療の臨床試験を実施していると発表。比較的高い治療効果と副作用が少ないとされた（ただし、日本では後述するように副作用が報告されている）（治験番号 ChiCTR2000029548）。2月18日、国家薬監局は、ファビピラビルの販売を許可した。
2020年1月28日、販売元の富士フイルム富山化学は、本ウイルスへの効果の検証に取り組んでいないが、日本でも治験（非盲検試験）が開始され、2月22日から日本の医療機関で本疾患の患者にアビガンの投与が始まった。
2020年2月22日、厚生労働大臣加藤勝信は「アビガンが効くということになれば、全国に展開をして治療に使っていきたい」「効果があると考えられている他の治療薬の使用も並行して考えていく」と述べた。アビガンは新型インフルエンザ治療薬として日本国内で製造され、約200万人分が備蓄されている。神奈川県知事黒岩祐治は、アビガンの人道的使用と臨床試験の早期開始を国に提言した。
2020年3月17日、中国政府はファビピラビルが有効であったと発表した。ファビピラビルはロピナビル・リトナビルとの非盲検比較試験において、ウイルス排出期間を短縮し（4日 vs. 11日）、X線画像の改善率を高め（91.43% vs. 62.22%）、さらに安全性にも問題がなかった（後に論文は撤回された）。
2020年4月3日、ドイツ政府がアビガン数百万セットを大量購入すると報道された。
2020年12月21日、厚生労働省審議会にてアビガンの承認申請について審議されたが、「現時点のデータで有効性を明確に判断するのは困難だ」として継続審議とすることが決まった。また、海外の治験のデータなどを踏まえて審議会で改めて審査を行う方針であることが明らかにされた。
2021年4月21日、富士フイルムは継続審議中のアビガンについて、4月20日より新たな臨床試験を始めたと発表した。臨床試験は10月まで行う予定。

#### 副作用
本剤は動物実験において初期胚の致死および催奇形性（サル・マウス・ラット・ウサギ）が確認されており、胎児への曝露の危険性があり、妊婦への投与は禁忌である。本剤は精液中へ移行するので、その危険性について十分に説明し、投与期間中及び投与終了後7日間まで、性交渉を行う場合は必ずコンドームを着用する。
痛風、高尿酸血症の患者では、症状が悪化するおそれがある。国内臨床試験では副作用が501例中100例 (19.96%) に認められ、血中尿酸増加24例 (4.79%)、下痢24例 (4.79%)、好中球数減少9例 (1.80%)、AST (GOT) 増加9例 (1.80%)、ALT (GPT) 増加8例 (1.60%) 等であった。
重大な副作用はアビガンでは未確認だが、他の抗インフルエンザウイルス薬では、ショック、アナフィラキシー、肺炎、劇症肝炎、肝機能障害、黄疸、中毒性表皮壊死融解症、皮膚粘膜眼症候群、急性腎障害、白血球・好中球・血小板減少、意識障害、譫妄、幻覚、妄想、痙攣等の精神神経症状、出血性大腸炎などが報告されている。

### シクレソニド (吸入ステロイド；喘息治療薬)
シクレソニド（商品名 オルベスコ（帝人ファーマ）、Covis PharmaのAlvesco）は気管支喘息を適応症として承認済の吸入ステロイド薬である。
時系列
2020年2月19日、国立感染症研究所村山庁舎コロナウイルス研究室は基礎実験でシクレソニド（オルベスコ）が強い抗ウイルス活性を有すると報告した。他の吸入ステロイドには同様の抗ウイルス効果が見られず、シクレソニド特有の作用と考えられた。本知見をもとに神奈川県立足柄上病院のチームはCOVID-19患者3名への投与治療をすぐに行った。その結果、3例とも2日ほどで状態が好転、という著しい効果があったとする症例報告を3月2日、日本感染症学会のサイトで以下内容で発表した。
3月6日、国立感染症研究所は、上記3症例について「シクレソニドが、ウイルスの遺伝情報を担うリボ核酸 (RNA) の複製を阻害した」との見方を示した。また、MERSで抗ウイルス作用を示したとのデータがあったと述べた。
3月9日に厚生労働省健康局結核感染症課より要請を受け、帝人ファーマと親会社の帝人は翌10日、オルベスコの供給体制を（本剤使用中の気管支喘息患者への安定供給を確保した上で）2万本分確保すると発表した。オルベスコは海外のメーカーから導入していて帝人の一存では増産できないが、メーカーと協議しながら確保していく。
3月10日、日本環境感染学会は「医療機関における新型コロナウイルス感染症への対応ガイド（第2版改訂版 ver.2.1）」を公開し、治療に関する説明の中に、3月2日の前版にはなかった本剤に関する記載を追加した（下線部）。
3月12日に掲載された国立感染症研究所松山州徳らの審査前論文によれば、シクレソニドはコロナウイルスのもつ非構造タンパク質であるNSP15に作用してウイルスのRNA複製を抑制する。したがって、シクレソニドはコロナウイルスであるMERSまたはCOVID-19の患者の治療の候補薬となる。
3月16日の時点で、オルベスコで治療を受けているCOVID-19の患者は、10人程度であった。
3月20日、韓国のパスツール研究所のSangeun JeonらのチームはbioRxivサイト（未査読論文掲載サイト）に、「直訳：FDA承認済み医薬品からのSARS-CoV-2に対する抗ウイルス薬候補の特定）」と題する論文を掲載した。同研究所は既にMERS株でのスクリーニング結果を発表していた（→ #主な候補の薬剤）。発表によれば、同研究所は「COVID-19の治療にアルベスコ（シクロソニド）が有効である」と判断した。同研究所では本ウイルスSARS-CoV-2を入手してスクリーニングで24種の薬剤を抽出した。これらは、レムデシビル、カレトラおよびクロロキンと同等かそれ以上の抗ウイルス活性を細胞実験で確認した。特に、シクレソニドの安全性、薬効、関連する海外の症例、および韓国国内での同剤の販売状況をレビューした結果、シクレソニドを「最も実現可能な医薬品（most feasible medication）」に選んだ。また、シクレソニドと並んでサナダムシ駆虫薬ニクロサミド（富士フイルム和光純薬、関東化学などが販売）（別名 ニクロシド）にも注目した。
3月22日、国立感染症研究所の松山州徳室長は次のことを明らかにした。
3月23日、国立国際医療研究センターは、肺炎症状のないCOVID-19患者を対象として、シクレソニドの臨床試験（特定臨床研究）を早期に始める予定でプロトコール検討中であることを明らかにした（なお、同時期に、肺炎があり参加条件を満たす患者はレムデシビルの国際共同臨床試験に参加させる。一方、肺炎があるが当該条件を満たさない患者には、ファビピラビル（富士フイルム富山化学のアビガン）、ナファモスタットメシル酸塩（日医工のフサン）での臨床試験を検討中、と述べた）。
3月30日（日本時間）、UNESCOが開催した世界127カ国の閣僚級やWHOの専門家等が出席したテレビ会議で、韓国科学技術情報通信部は、シクレソニドおよびニクロサミドがCOVID-19に効果があったという事実を共有した。
3月31日の日本集中治療医学会の報告によれば、体外式膜型人工肺 (ECMO) によるCOVID-19治療対象患者（の一部）である21例のうち43%の9例の治療でシクレソニド（オルベスコ）投与。ちなみに、同じ統計で、ファビピラビル（アビガン）は38%の8例、リン酸クロロキンは5%の1例、カレトラは95%の21例（※ 母集団は厳密に同一ではない模様）。
4月14日に、インドのガウタムブッダ大学のチームが、未査読論文サイトに発表したところによれば、彼らはSARS-CoV-2のメインプロテアーゼ (Mpro) を標的に、FDAの承認市販薬化合物からヒトの抗ウイルスおよび抗菌特性を備えたものを文献調査で12種選び、それらをコンピュータシミュレーションで仮想スクリーニングにかけて候補を探した。その結果最強のリファンピシン（抗生物質）の次に有望な薬剤として出てきたのは、シクレソニドであった。リファンピシンとシクレソニドは、参照用化合物として使用した、COVID-19治療によく使われてきたカレトラの成分2剤（ロピナビルとリトナビル）よりも、Mproとの結合親和性に優れていた。
4月14日、帝人ファーマは、COVID-19への取り組みの一環で、本剤の「追加的な供給の実現に向けた協議を輸入先とおこなって」いることを公表した。
4月18日の日本感染症学会の学術講演会「COVID-19 シンポジウム ―私たちの経験と英知を結集して―」で、シクレソニドの観察研究の4月8日時点中間報告が紹介された。それによれば、国内24施設から85症例が登録された。そのうち死亡は2例、また、投与後に気管挿管が必要になった悪化例は3例にとどまった。座長の土井洋平教授（藤田医科大学）は「シクレソニドは抗炎症効果と抗ウイルス作用をあわせもつ。幅広い年齢層に使われてきたので、安全に使えることが大きい」と期待感を示した。
国立国際医療研究センターでも、肺炎のない比較的軽症のCOVID-19患者をシクレソニド7日間吸入群と非吸入群にランダムに割り付け8日目の肺炎発症割合を検討する、という形の特定臨床試験が行われている。
同年12月23日、国立国際医療研究センターは、有効性を検証する臨床試験を行った結果、有効性が示されなかったと発表し、COVID-19に対する投与が推奨できないとしている。

#### 副作用
感染症患者の症状を増悪するおそれがある。588例中45例 (7.7%) に副作用がみられ、血管浮腫等過敏症、発疹、そう痒、呼吸困難、味覚異常、AST (GOT) およびALT (GPT) の増加、尿中蛋白、動悸、気管支痙攣などが報告されている。また、ウサギの動物実験で副腎皮質ステロイド剤に共通した催奇形作用が、ラットの動物実験で乳汁への移行が報告されている。
日本産科婦人科学会では、4月7日時点で「本薬剤は喘息の妊婦にも有益性投与が認められています。しかしながら保険適用外である点に加えてまだ十分なエビデンスが無く、副作用の問題や高度の全身管理が必要であるため酸素投与が必要となった重症例には本人と家族に十分なInformed Consentのうえ呼吸器科や救命救急科医師の意見を求めたうえで投与を検討してください．」としている。なお、2020年4月現在、COVID-19の各治療薬の添付文書では、妊娠中の安全性について、本剤オルベスコ、カレトラ、フォイバン、フサン、プラケニル、ストロメクトールは「有益性投与」で、アビガンは「禁忌（不可）」とされている。

### ウミフェノビル（抗インフルエンザ薬)
ウミフェノビル（Umifenovir、アルビドルまたはアルビドール; Arbidol、アビドル; Abidol）は中国とロシアで使用されている抗インフルエンザ薬である。
2020年2月4日、浙江大学教授李蘭娟の研究チームは、細胞実験で、ウミフェノビルとダルナビル（Darunavir）の2種類の薬剤がコロナウイルスを効果的に阻害するのに有効であると発表した。この報道により米株先物取引が急伸した。
なお中国語の阿比多尔をラテン文字表記した際の混乱があり、当初はインドで販売されている鎮痛薬の商品名Abidolであるとする報道も見られたが、中国当局は阿比多尔が抗ウイルス薬であると主張していることから、正しくはウミフェノビルの商品名Arbidolであると考えられる。
2020年2月18日、中国政府の専門家チームは、本ウイルスの診療ガイドラインを新たに発表し、抗インフルエンザ薬の「アルビドール」を治療薬として加えた。

### 完治患者の血漿
中国の公式の「新型コロナウイルス肺炎診療方案」では、2020年2月18日の試行第6版から、病状の進行が比較的に早い重症 (severe) または重篤 (critically ill) な患者向けに、回復者血漿療法が追加された。
2020年3月27日、中国・南方科技大学第二附属医院などのチームは、急性呼吸窮迫症候群 (ARDS) を併発した重症COVID-19患者5例に対して、COVID-19から回復した患者より採取した中和抗体を含む回復期血漿を投与して有効であったと報告した。それによれば、COVID-19の回復例（ドナー）5例 (18 - 60歳) から、回復期血漿を採取し、採取当日中に各患者に投与した。投与のタイミングは入院後10 - 22日目であった。その結果、4例で投与後3日以内に体温が正常化した。投与後12日で全例のウイルス量が陰性化した。投与後12日目に4例でARDSが軽快した。投与後2週間以内に3例が人工呼吸器から離脱した。体外式膜型人工肺 (ECMO) 使用は1例で、投与後5日目に離脱した。
アメリカや日本でも臨床試験が開始されることになった。
米国ガイドラインでは、現状では回復患者の血漿は、推奨または反対するためのデータが不十分であるとしている。

### 漢方薬 (清肺排毒湯)
2020年1月27日、中国国家中医薬管理局は本疾患の予防と治療のための中医薬（漢方薬）の効果的処方を発見するための臨床研究を開始し、山西省、河北省、黒竜江省、陝西省で漢方薬の清肺排毒湯（中国語 清肺排毒汤）での治療の臨床的観察とデータ分析を行った。臨床的に有効なデータ214件により、2月6日、国家衛生健康委員会と国家中医薬管理局は共同で全国に、清肺排毒湯の使用を勧告する文書を発行した。発表されている効果は以下のとおり。
効果100%ではないものの約半数以上の改善がみられることから、中国国家衛生健康委員会と国家中医薬管理局は2月6日、清肺排毒湯の使用を推奨するむね中国全土に通達した。
2月19日付、国民健康衛生委員会発行の「新型コロナウイルス肺炎の診断と治療（試行6版）」とその解説によれば、以下のとおり。
2月21日の中国国務院の記者会見で、全国6万例以上の症例で西洋医学に漢方薬を併用して結果良好と以下のように発表された。
清肺排毒湯を処方された患者たちのインタビューが2月23日に記事になり国家中医薬管理局のサイトに掲載された。
なお、日本では、漢方薬と中医薬を同じものだと認識しているが、中国当局は、漢方薬と中医薬は厳密には別の物であると認識しているため留意が必要である。

### リン酸クロロキン・ヒドロキシクロロキン
2020年2月18日、中国政府の専門家チームは、抗マラリア薬の「リン酸クロロキン」と抗インフルエンザ薬の「アルビドール」を本疾患の治療薬候補として発表した。このうちリン酸クロロキンは「特効薬ではないが検討に値する」「ウイルス検査で陰性になるのが早いほか、副作用も大きくない」という。北京市や広東省などの病院に入院する患者に対する臨床試験で症状の改善を確認した。15日の会議で臨床試験の対象拡大で一致した。
ヒドロキシクロロキン（商品名 プラケニル）は全身性エリテマトーデス治療薬として承認されている。2020年5月にクロロキンまたはヒドロキシクロロキンを投与した患者において、院内死亡率の上昇および心室性不整脈の発生率の上昇が認められたとする多国籍レジストリ解析の結果がLancet誌に報告されたが、その後撤回された。英国での入院患者を対象としたRCTでは、ヒドロキシクロロキンは28日死亡率を低下させなかった。
米国ガイドラインでは、クロロキンまたはヒドロキシクロロキンは、入院患者には使用しないことを推奨し、外来患者でも臨床試験でない限り使用しないことを推奨している（これはアジスロマイシンの併用を問わない）。

### アジスロマイシン
抗生物質のアジスロマイシン（商品名 ジスロマックまたはアジスロシン）はヒドロキシクロロキンと併用すると上気道からのウイルス消失効果がより高い可能性があるという研究が3月20日にフランスの大学病院研究所 (I.H.U.) 地中海感染症院などの研究チームから発表された。
SARS-CoV-2は細胞内のウイルスRNA認識受容体MDA5/RIG-Iを阻害してI型インターフェロン生産を抑制することなどにより免疫応答を逃れる可能性がある。アジスロマイシンはin vitroにおいてウイルス誘発性インターフェロン産出を促すことにより抗ウイルス作用を発揮し、ライノウイルスに対して効果のあることが見つかっていた。

### カモスタットおよびナファモスタット (セリンプロテアーゼ阻害剤)
ドイツの研究によればセリンプロテアーゼ阻害剤のカモスタットはin vitroにおいてSARS-CoV-2が細胞へと侵入する際に使われる宿主側酵素のTMPRSS2プロテアーゼを阻害するため、新型コロナウイルスに効果のある可能性がある。SARSコロナウイルスでは動物実験においてカモスタット単独投与の効果が確認されており、その用量をヒトに当てはめると日本で既に承認されている量でも効果のある可能性がある。東京大学大学院医学系研究科は新型コロナウイルス感染症患者に対するカモスタット投与の臨床研究を計画している。
また中国の研究によればセリンプロテアーゼ阻害剤のナファモスタットはVero E6細胞においてSARS-CoV-2の感染を防いだものの、その50%効果濃度 (EC50値) は高めの22.50μMとなっている。東京大学医科学研究所は新型コロナウイルス患者に対しナファモスタットの試験投与を行う予定となっている。同研究所の研究成果として、SARS-CoV-2 Sタンパク質による膜融合において、ナファモスタットはカモスタットのおよそ10分の1の濃度で阻害効果を示すことが発表された。
日本ではカモスタットは慢性膵炎や術後逆流性食道炎に、ナファモスタットは膵炎や播種性血管内凝固症候群などに対して保険適用されている。
カモスタットおよびナファモスタットの副作用として、ショック、アナフィラキシー様症状などのアレルギー、過敏症、高カリウム血症、低ナトリウム血症、血小板や白血球減少、肝機能障害、黄疸などが報告されている。

### トシリズマブ (抗IL-6抗体；リウマチ・膠原病・血管炎治療薬)
トシリズマブ（Tocilizumab （英語版））（中外製薬のアクテムラ）（ロシュのActemra/RoActemra）は、強力なIL-6阻害薬である。
2020年3月4日、中華人民共和国国家衛生健康委員会はトシリズマブのCOVID-19患者に対する投与を認可し、医療規定の標準治療に組み込んだ。
3月5日、中国科学技術大学附属第一医院（安徽省立医院）と安徽富陽第二人民病院のチームは、2020年2月5日から2月14日のあいだ、COVID-19重症患者20例に、通常の治療に加えてトシリズマブを投与して分析した結果を、未査読論文サイトに発表した。それによれば、その結果、20人の患者のうち15人 (75.0%) は摂取酸素量が減り、1人の患者は酸素療法も不要となった。CTスキャンにより、19人の患者 (90.5%) で肺の病変の濁りは消えた。目立った副作用はなかった。19人の患者 (90.5%) はトシリズマブによる治療後平均13.5日で退院し、残りも良好に回復中と述べられている。
また、イタリアでも、COVID-19重症患者2人に対しトシリズマブの投与が行われ、これにより24時間で症状が改善した。この投与は在コッリ病院会社及びIRCCS財団国立がん研究所の協力によってコトゥーニョ病院の患者に対し行われた。
3月24日、ロシュは、重症COVID-19での入院患者330例を対象に、Actemra/RoActemraの第III相臨床試験を実施すると発表した。
4月8日、中外製薬はCOVID-19を対象としたアクテムラの第3相臨床試験の実施に向け、治験届を提出した。
4月9日、中国科学技術大学附属第一医院らのチームは、IL-6受容体を標的とした薬剤トシリズマブによる治療したCOVID-19重症患者2名の末梢血単核細胞を分析した結果、過剰に活性化された炎症性免疫応答は減弱していた一方、抗ウイルス免疫応答は保たれたことを未査読論文サイトに報告した。
4月15日のMedical Tribuneの記事によれば、COVID-19の主な死因に免疫システムの暴走、すなわち「サイトカインストーム」で肺の細胞が壊れるARDS（急性呼吸窮迫症候群）がある。ARDSの予後不良例でIL-6, IL-8などの炎症性バイオマーカーの値が高いことがある。トシリズマブはIL-6の働きを阻害し、炎症反応を抑えるため期待されているという。

### サリルマブ（関節リウマチ薬）
関節リウマチ薬のヒト型抗ヒトIL-6受容体モノクローナル抗体である、サリルマブ（Sarilmab（英語版））（サノフィのケブザラ）がある。これも、トシリズマブと同様、免疫システムの暴走を抑えてCOVID-19重症患者の治療に有効ではないかと期待されている。
4月2日、サノフィは、重症COVID-19患者を対象としたケブザラ（サリルマブ）の臨床試験の一環として、米国外で第1例の患者に投与したことを発表した。本試験は、イタリア・スペイン・ドイツ・フランス・カナダ・ロシアおよび米国で実施している。
米国FDAは、重度の疾患もしくは入院に進行するリスクである患者に対して、モノクローナル抗体の緊急使用許可を出している。これは臨床試験であるため、米国ガイドラインは実験参加に対して患者と話し合うことを奨励している。ガイドラインでは、現状では有効性について決定的な結論を出すことは困難であると述べている。

### ルキソリチニブ（JAK阻害薬；血液疾患治療薬）
ルキソリチニブ（商品名 ジャカビ）はJAK阻害薬であり、真性多血症などの治療薬である。サイトカインストームを伴うCOVID-19患者におけるジャカビを評価するため臨床試験が計画されている。

### カリウムおよびナトリウム補充療法
審査前論文ではあるものの中国温州の病院の報告によれば、多くのCOVID-19患者が尿からのカリウムイオン (K+) 排出によって軽度〜重度の低カリウム血症を起こしており、カリウム補充療法は回復傾向の患者で良い反応を示したとされる。
また日本感染症学会に報告された症例において低ナトリウム血症が報告されており、その場合に電解質輸液剤による補液が行われている。
なおSARSにおいても低カリウム血症および低ナトリウム血症が報告されていた。

### 酸水素混合吸入
酸水素混合吸入は中国においてCOVID-19の治療に使われている。
2020年2月5日、上海潓美医療科技の酸水素吸入器 (水素66.66%/酸素33.33%) が武漢中央病院、武漢大学中南医院などの病院へと届けられ、使用されるようになった。この酸水素吸入器は慢性閉塞性肺疾患 (COPD)、喘息、気管支拡張症、気道狭窄などに向けて開発されていた。
2月17日、中国非公立医療機構協会 (CNMIA) がこの酸水素吸入器を推奨し、3月3日、中華人民共和国国家衛生健康委員会 (NHC) はガイドライン第七版で酸水素吸入器を標準治療に組み込んだ。ただし二重盲検比較試験は行われておらず論争も起きている。

### 高気圧酸素治療 (HBO)
一部の病院において高気圧酸素治療 (HBO) がCOVID-19の治療に使われており成果を上げているとされるものの、大規模な臨床試験は2020年8月時点でまだ行われていない。

### ACE阻害薬、アンジオテンシン受容体拮抗薬
新型コロナウイルス感染症の患者の血漿では著しく高いレベルのアンジオテンシンIIが確認されており、それによる障害を防ぐためにアンジオテンシンII受容体拮抗薬 (ARB) を使うことがインドマハラシュトラ保健大学の Mrudula Phadke教授から提案された。ARBにはテルミサルタン、ロサルタンなどがある。
欧州製薬団体連合会 (EFPIA) は、降圧剤であるアンジオテンシンII生成を阻害するアンジオテンシン変換酵素阻害薬 (ACE阻害剤) の効果の検証を含む治療法の特定を、会員企業に求めている。
ACEI又はARBの静脈内投与がACE2受容体の発現を増やし重症化リスクを高める可能性があるとする仮説も存在するが、中国におけるCOVID-19患者のメタアナリシスの審査前論文によれば65歳以上の高血圧患者におけるARBの服用者は重症化リスクが有意に低かったとされる。
米国ガイドラインでは臨床試験ではない限り、ACE阻害薬およびアンジオテンシン受容体拮抗薬を使用しないよう勧告している。

### リコンビナントACE2
ヒト組み換え可溶性ACE2 (hrsACE2) はin vitroにおいてSARS-CoV-2の細胞への感染を阻害することが見つかっている。SARSでの研究ではマウスでの動物実験においてアンジオテンシンIIの分解を行うリコンビナント(組み換え)ACE2の投与がSARSの重症化を防ぐことが見つかっている。
ヒト組み換え可溶性ACE2にはApeiron Biologics製の「APN01」が存在し、既に第II相臨床試験を開始している。また、日本の医薬基盤・健康・栄養研究所は量産可能なバクテリア由来のACE2様酵素「B38-CAP」を発見し、それが新型コロナウイルス患者の重症化抑制に使える可能性のあることを発表した。
ヒト組み換え可溶性ACE2を投与したCOVID-19患者の初期の臨床観察では各種バイオマーカーの改善と血漿ウイルス量の減少が確認されている。

### メプラズマブ（抗CD147抗体）
ACE2以外のウイルス受容体としてCD147が関与している可能性が示唆されている。抗CD147抗体であるメプラズマブによりウイルス陰性化までの期間が短縮されたと報告された（2020年3月26日現在、査読前論文であるため解釈に注意が必要）。

### BCGワクチン
ハーバード大学医学大学院国際保健リサーチコア教授メガン・マリーは3月13日、BCGワクチンの再接種によって上気道感染症が減った報告や、trained immunity（訓練免疫状態）によるオフターゲット効果の可能性にも触れ、BCGワクチンのCOVID-19への効果の研究価値があると述べた。BCG接種状況と世界の COVID-19 感染率の類似が指摘されている。
オランダの研究チームは医療従事者にBCGワクチン接種を行う者1,000人を募集したと『サイエンス』誌が3月23日に掲載した。このグループはBCGが血液のエピジェネティックを変化させるという仮説を人間で確かめることを目的としている。
マウントサイナイ医科大学助教授アニー・スパローは、2016年のWHOのシステマティック・レビューでもBCGワクチンのオフターゲット効果の有効性が報告されているとし、BCGワクチンが医療従事者を救う可能性については研究する価値があると3月24日に述べた。
マードック・チルドレンズ研究所はBCGワクチンが免疫力を高め、SARS-CoV-2にも効果のある可能性があるとして臨床試験することを発表したと3月27日に報じられた。
大阪大学名誉教授（免疫動態学）の宮坂昌之は、免疫学の世界ではこのワクチンが高齢者の細菌性肺炎に予防的効果があると指摘されているとし、BCGが自然免疫や獲得免疫を刺激して、ウイルス感染による重症化を防いでいるとも考えられると解説した。また、同氏はBCGワクチンを接種している国とそうでない国では統計的に死亡率が異なっているとし、特に、日本株とソ連株の効果が強く、デンマーク株では効果が薄いように見えると述べた。
イスラエルのテルアビブ大学での研究によれば、イスラエルではBCGワクチン（株不明）接種中止前と後の3年間においてBCGワクチン接種世代と不接種世代で新型コロナウイルスの感染率に差は存在しなかった。
北山忍米ミシガン大学教授らの研究グループは、BCGワクチンの接種を義務付けていた国々は、義務付けていない国々と比べて、感染者数、死者数ともに増加率が有意に低いことを報告した。

#### 副反応と注意喚起
BCGワクチン接種での副反応も報告されており、重篤例としてリンパ節炎や骨髄炎などの播種性BCG感染症の発症や、重症複合型免疫不全症 (SCID) や慢性肉芽腫症などの先天性免疫不全症（原発性免疫不全症候群）では重症化することが多い。またアナフィラキシーや皮膚結核様病変も報告されている。
4月3日、日本ワクチン学会は「『新型コロナウイルスによる感染症に対してBCGワクチンが有効ではないか』という仮説は、いまだその真偽が科学的に確認されたものではなく、現時点では否定も肯定も、もちろん推奨もされない。」「定期接種としての乳児へのBCGワクチンの安定供給が影響を受ける事態は避けなければならない。」などの見解を示した。
日本小児科学会も同日にBCGは新生児や乳児を対象に接種が行われており、成人を対象とした知見は十分ではない、また、結核菌の既罹患者やBCG菌に対する免疫を有する者に接種した場合、強い接種局所反応などの副反応が出現する可能性もあると発表した。
厚生労働省も「BCGワクチンは、乳児の定期接種のために製造されており、メーカーが出荷できる量は出生数と同程度で、余剰はありません。」と発信した。
4月10日、BCGを扱っていない日本の医療機関において、BCGワクチンを新型コロナウイルス感染症の予防のために接種を希望した成人に、誤って全量注射し、発熱やじんましん、血尿などの健康被害が出ていたことが報告された。BCGは腕に塗ったBCG溶液のうち微量だけ体内に入れる方式で、説明文書には「絶対に注射してはならない」と記載されている。

#### VPM1002（BCGワクチンベースのワクチン）
マックス・プランク研究所は3月21日、BCGワクチンをベースにしたワクチン候補である VPM1002 が、SARS-CoV-2 の感染に対して有効かどうかドイツの病院で高齢者と医療従事者を対象に第III相試験に入ることを発表した。VPM1002は、ステファン・H・E・カウフマンのグループが結核ワクチンとして開発したもので、従来の標準的なBCGワクチンよりも安全で、結核や癌に効果があるとされる。このワクチンは現在インドで第III相の治験がされており、2020年半ばに完了予定で、SARS-CoV-2に特化したワクチンが開発されるまでの間の利用が期待されている。Vakzine Project Management (VPM) と世界最大級のワクチンメーカーであるインド血清研究所 (Serum Institute of India) と共同で開発する。

### イベルメクチン（駆虫薬）
新型コロナウイルス感染症(COVID-19)の流行の初期に、in vitro(試験管内で)の研究によりCOVID-19の予防や治療に役割を果たす可能性が示唆された。しかしヒトを対象とした研究は現在進行中であり、COVID-19に対する有効性や安全性を示す質の高いエビデンスが存在しないため、世界保健機関（WHO）やアメリカ国立衛生研究所（NIH）、欧州医薬品庁（EMA）など世界の主要な保健機関は、治験以外の使用はしないことを推奨している。
2020年4月4日、オーストラリアのモナッシュ大学の研究チームが、in vitro（試験管内で）の実験で、5μM濃度のイベルメクチンにSARSコロナウイルス2（SARS-CoV-2）の複製を阻害する能力があると発表した。しかし、in vitroで50％の阻害を達成するには推定7.0 mg/kgの経口投与が必要である。これは疥癬の治療等で安全性が確認されている量（1kg当たり0.2mgを単回投与）の35倍にあたり、イベルメクチン中毒とされるほど高い。なお、イベルメクチンのLD50（半数致死量）はマウス25mg/kg（経口）、イヌ80mg/kgであり、ヒト等価用量LD50範囲2.02 - 43.24mg/kgに相当する。アメリカでは、過剰摂取や誤用による健康被害が増加しているため、アメリカ疾病予防管理センター（CDC）は、吐き気、嘔吐、下痢、低血圧、意識レベルの低下、混乱、目のかすみ、幻覚、バランスの喪失、発作、昏睡、死亡などの過剰摂取症状に関する警告を発した。
2020年4月に、アメリカのユタ大学などの研究チームが、サージスフィア社のデータを元に、イベルメクチンがCOVID-19の死亡率を減らすのではないかとするプレプリントをまとめたが、5月末に撤回された。取り下げの理由は、サージスフィア社のデータに捏造があったためである。米データ分析会社の「サージスフィア社」が関わった新型コロナウイルスについての論文は取り下げが相次いでいた。いくつかのラテンアメリカ政府の保健機関は、このプレプリントに一部基づいて、COVID-19治療薬としてイベルメクチンを推奨したが、これらの推奨は後に汎米保健機構によって非難された。
- Leon Caly, Julian D. Druce, Mike G. Catton, David A. Jans, Kylie M. Wagstaff: "The FDA-approved drug ivermectin inhibits the replication of SARS-CoV-2 invitro", Antiviral Research 178 (2020) 104787.

In vitroの実験では、イベルメクチンにはSARSコロナウイルス2を含む複数の一本鎖プラス鎖RNAウイルスに対して抗ウィルス効果が存在する。その後の研究により、イベルメクチンには IC50が2.2〜2.8 μMのサル腎臓細胞培養でSARS-CoV-2の複製を阻止する可能性があることが分かった。しかし、この情報に基づくと、抗ウイルス効果を得るためには、ヒトでの使用が承認されている、または安全に達成可能な最大用量よりもはるかに高い用量が必要となる。実用上の困難は別としても、そのような高い用量は、現在承認されている人間への使用量を超えており、抗ウイルス作用機序は宿主の細胞プロセスの抑制（特にインポーチンα/β1による核輸送の阻害）によって機能すると考えられているため、有害となる可能性がある。したがって、COVID-19におけるイベルメクチンの臨床評価の理論的根拠は不十分であると考えられる。馬を対象とした高濃度の調合薬の自己投与は、多数の入院の原因となっており、過剰摂取は、他の薬物との相互作用のために死に至る可能性もある。現在までの小規模または質の悪い研究による不確実性を解決するために、Feb 2022年現在、アメリカとイギリスで大規模な臨床試験が進行中である。
COVID-19のイベルメクチンに関する多くの研究には、深刻な方法論的限界があるため、その結果、エビデンスの確実性は非常に低くなっている。その結果、複数の組織は、COVID-19に対する有効性の証拠が弱いことを公に発表している。2021年2月、イベルメクチンを開発しているメルクは、イベルメクチンがCOVID-19に対して有効であるという十分な証拠は存在せず、そのような使用を試みることは安全ではない可能性があるとの声明を発表した。アメリカ国立衛生研究所（NIH）のCOVID-19治療ガイドラインでは、イベルメクチンのエビデンスが限定されすぎているため、その使用を推奨または反対することを許可できないと述べられている。イギリスでは、国のCOVID-19治療諮問委員会（national COVID-19 Therapeutics Advisory Panel）が、COVID-19の治療のためのイベルメクチンのエビデンスベースと妥当性は、さらなる調査を進めるには不十分であると判断した。
イベルメクチンは、ウイルス性疾患の治療に使用するためにはアメリカ食品医薬品局（FDA）によって承認されておらず、ヨーロッパ連合内でもCOVID-19を治療するために使用することは許可されていない。EMAは、イベルメクチンに関するエビデンスを検討した後、「入手可能なデータは、適切に設計された臨床試験以外でのCOVID-19への使用を支持していない」と述べた。WHOも、臨床試験を除いては、イベルメクチンをCOVID-19の治療に使用すべきではないと述べた。The ブラジル健康規制庁は、初期段階のCOVID-19の予防または治療のためのイベルメクチンの使用に反対するよう助言する意見書を発表した。
誤情報、信頼度の低下、症例数と死亡数の増加に対する絶望感により、中南米、中央・東ヨーロッパ、南アフリカでのイベルメクチンの使用が増加している。公式の承認が得られていないこれらの国の多くでは、闇市場が発展している。
イベルメクチンに関するバイラルソーシャルメディアの誤情報は、「South Africa Has A Right To Ivermectin」と呼ばれる反ワクチングループがこの薬を処方できるようにするよう働きかけている南アフリカで特に注目を集めている。別のグループである「Ivermectin Interest Group」は、南アフリカ健康製品規制当局（SAHPRA）に対して訴訟を起こし、その結果、コンパッショネート・ユースの免除が認められた。 SAPHRAは2021年4月に次のように述べている。「現在、COVID-19の承認された治療法は存在しない」。
有効性を示唆する質の高いエビデンスが存在せず、反対のアドバイスが出されているものの、一部の政府は、COVID-19の予防と治療のために適応外使用を許可している。イベルメクチンの公式の適応外使用の承認を与えた国には、チェコ共和国、スロバキア、メキシコ、ペルー（後に撤回）、インド（後に撤回）、フィリピン、コロンビアの都市カリがある。

### リファンピシン（抗生物質）
2020年4月14日に、インドのガウタム ブッダ大学のチームが、未査読論文サイトに発表したところによれば、彼らは SARS-CoV-2 のメインプロテアーゼ (Mpro) を標的に、FDAの承認市販薬化合物からヒトの抗ウイルスおよび抗菌特性を備えたものを文献調査で12種選び、それらをコンピュータシミュレーションで仮想スクリーニングにかけて候補を探した。その結果最も有望な薬剤として出てきたのは、結核の治療で定評のある、抗生物質のリファンピシン（第一三共のリファジン）（Rifampicin（英語版））であった。そしてリファンピシンがCOVID-19の治療に使えるかもしれないと提案した。

### カテキン
緑茶に含まれるエピガロカテキンガレート (EGCG) がウイルス表面の突起と結合することにより感染力を弱める可能性があると報告されている

### タンニン
柿渋に含まれるタンニンにはコロナウイルスを不活性化する効果がある事が判明し、経口感染の予防効果が期待される。

### ビタミンC
重症患者における高濃度ビタミンC点滴が武漢大学中南医院で第II相臨床試験中となっている。米国ガイドラインでは、現状ではビタミンC投与は、推奨または反対するためのデータが不十分であるとしている。

### ビタミンD
ビタミンDにも効能がある可能性が複数報告されているが、英国NICEは臨床治験ではない限り、COVIDの予防または治療を目的としてビタミンDサプリメントを処方することのないよう勧告している。米国ガイドラインでは、現状ではビタミンD投与は、推奨または反対するためのデータが不十分であるとしている。

### ニコチン
喫煙者と非喫煙者の間には重症化する割合に有意な差が認められニコチンに効能がある可能性があるとの複数の報告がある。

### ラクトフェリン
ラクトフェリンにも効能がある可能性が複数報告されている。

### TMC-310911
TMC-310911にも効果がある可能性があるとの複数の報告がある。

### 亜鉛
COVID-19患者に対する亜鉛の静脈内投与がオーストラリアのメルボルンにあるオースティン病院で臨床試験されているものの、エビデンスはまだ無く、安全かも分かっていない。
亜鉛イオンには抗ウイルス作用があり、この作用はウイルスのポリタンパク質プロセシングを阻害することなどによるものとされている。
米国ガイドラインでは、現状では亜鉛投与は、推奨または反対するためのデータが不十分であるとしており、臨床試験でない限り食事摂取基準を超える亜鉛を取ることのないよう推奨している。

### 人工サーファクタント
イスラエル工科大学は新生児呼吸窮迫症候群 (RDS) のために開発されたサーファクタント補充療法を改良し、そのSARS-CoV-2に対する治験を計画している。
埼玉県立循環器・呼吸器病センターによれば、COVID-19が感染するために使用するACE2は肺において主にII型肺胞上皮細胞で発現しているため、SARS-CoV-2ではその細胞への感染によって肺サーファクタントの産生が阻害されて肺胞体積低下に陥ると推察している。

### コルヒチン
2021年1月22日、カナダ・モントリオール心臓研究所（MHI）は、痛風治療薬コルヒチンが、新型コロナウイルス感染症治療に効果的で、合併症のリスクを減少させることが、PCR検査で陽性だった患者のうち4,159人に投与した大規模臨床試験（治験）で明らかになったと発表した。MHIは、コルヒチンが「在宅療養中のコロナ患者の治療に使用できる世界初の経口薬」と説明し、治験の結果は重要な科学的発見で、サイトカインストームと呼ばれる危険な炎症性症候群の発生を防ぎ、合併症の発症率を下げる効果がある、としている。